# Auxiliadora

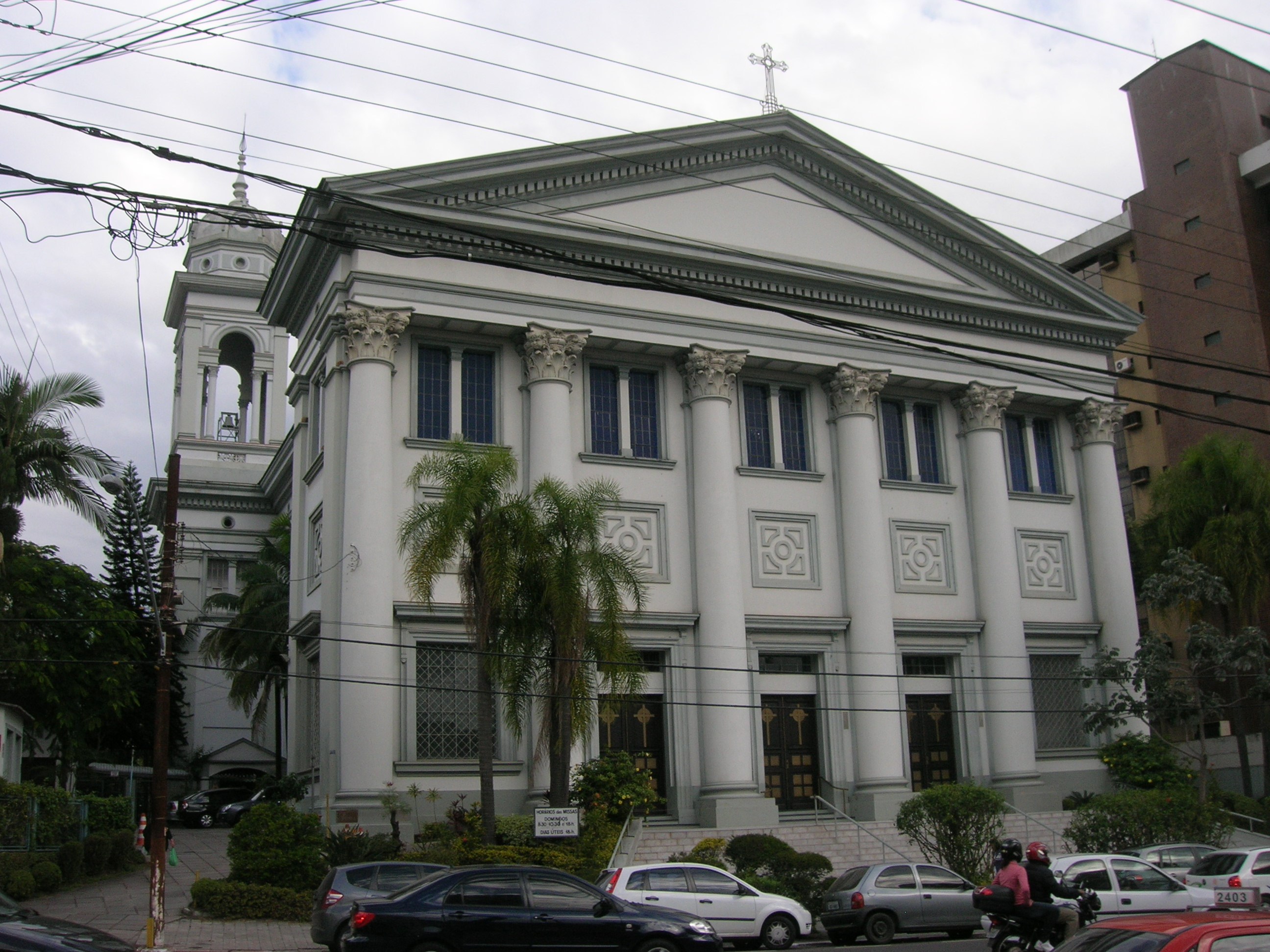
La paroisse de Notre-Dame d'Auxiliadora à Porto Alegre, Brésil.

Auxiliadora est un quartier de la ville de Porto Alegre, capitale de l'État du Rio Grande do Sul.
Il a été créé par la Loi 2022 du 07/12/1959.

## Données générales
- Population (2000) : 9.985 habitants
  - Hommes : 4.349
  - Femmes : 5.636
- Superficie : 82 ha
- Densité : 121,77 hab/ha

## Limites actuelles
De la rue Colonel Bordini, à l'angle avec la rue Cristóvão Colombo, jusqu'à la rue Eudoro Berlink ; de celle-ci jusqu'à la rue Pedro Chaves Barcelos et la rue Campos Sales ; de là jusqu'à l'avenue Carlos Gomes, et, en direction Sud/Nord, dans son prolongement, jusqu'à rejoindre la rue Dom Pedro II, puis à la rue Cristóvão Colombo, jusqu'à retourner à la rue Colonel Bordini.

## Histoire
Ce quartier a commencé à se développer en relation à la Route de l'Aldeia (actuelle rue du 24 de Outubro). Cette voie reliait la capitale gaúcha à la Paroisse (Freguesia) da Aldeia dos Anjos, connue aujourd'hui sous le nom de Gravataí.
Avec l'installation de moulins à vent sur les propriétés d'Antônio Martins Barbosa - connu comme "Carlos Mineiro" - la Route de l'Aldeia devint plus fréquentée et prit le nom de Route des Moulins à vent (Estrada dos Moinhos de Vento).
Se développant lentement, le quartier entama un nouvel essor en 1893 avec la mise en service d'une ligne de tramway sur son territoire. L'année suivante, le Prado de l'Independência amena de nombreux visiteurs dans la zone. Par de successives implantations d'autres lignes de transports publics, Auxiliadora prit des airs de quartier.
Entre 1912 et 1913 commença un processus de lotissement sur les terres de cette région. Peu d'années plus tard, en 1916, fut érigée la chapelle de Notre-Dame d'Auxiliadora, qui donna son nom actuel au quartier. La chapelle devint paroisse en 1919. En 1961 le nouvel édifice de l'église fut inauguré, de style architectural néoclassique, imitant l'´Église de la Madeleine de Paris. En 1933, la Route Moinhos de Vento changea de nom pour son actuel, 24 de Outubro.

## Aujourd'hui
Ce quartier a comme caractéristique d'avoir des rues bien ordonnées et un mélange de vieilles maisons et d'édifices modernes.
Malgré sa proximité du Centre de Porto Alegre, l'endroit est tranquille ; c'est un quartier résidentiel disposant d'un dispositif de commerces et services variés pour le bien-être de ses résidents. Il comporte des activités de loisirs pour tous les âges, comprenant plusieurs bars et discothèques. On y trouve des restaurants élégants et raffinés.

## Note
1. ↑  Champ de courses